# Paul McIntyre (Musiker)
Paul McIntyre (* 1. Oktober 1931 in Peterborough/Ontario; † 4. November 2020) war ein kanadischer Komponist, Pianist, Dirigent und Musikpädagoge.

## Leben
McIntyre studierte in Hamilton Klavier bei Eileen McManamy und Musiktheorie bei Eric Rollinson und am Konservatorium von Toronto Komposition bei Oskar Morawetz und Arnold Walter und Klavier bei Bela Böszörmenyi-Nagy und Alexander Uninsky. 1955 besuchte er in Stratford einen Sommerkurs von Claudio Arrau. Als Stipendiat der Canadian Amateur Hockey Association vervollkommnete er sein Kompositionsstudium am Pariser Konservatorium bei Tony Aubin und Olivier Messiaen und studierte Dirigieren am Mozarteum in Salzburg bei Igor Markevitch, Sixten Ehrling und Wolfgang Sawallisch. 1960 und 1961 nahm er an Sommerkursen des Dirigenten Pierre Monteux teil.
1954 nahm McIntyre als stellvertretender Dirigent am Opernfestival von Montreal teil, im Folgejahr an der Opera Summer School der University of British Columbia. Er trat in den 1950er Jahren als Klaviersolist auf und begleitete im Rahmen der Columbia Community Concerts den Sänger Jan Rubeš bei Tourneen durch Kanada und die USA. Von 1959 bis 1960 war er Dirigent des Regina Symphony Orchestra, danach leitete er bis 1964 das Fairbanks Symphony Orchestra. 1967 führte er innerhalb von sieben Wochen sämtliche Klaviersonaten Ludwig van Beethovens auf.
Von 1961 bis 1964 leitete McIntyre die Musikfakultät der University of Alaska. Danach unterrichtete er bis 1967 an der University of Minnesota und war bis 1970 Leiter der Musikfakultät des College of Saint Catherine in Saint Paul/Minnesota. Von 1970 bis 1996 war er Professor an der University of Windsor. Er leitete von 1977 bis 1980 deren Musikschule und wurde zu seinem 25. Dienstjubiläum 1995 mit dem Recognition Award ausgezeichnet.
Ausgehend von der Zwölftontechnik setzte McIntyre in seinen Kompositionen verschiedene Stile und Techniken ein. Mit seiner Kantate Judith, aufgeführt mit der Sängerin Lois Marshall unter Leitung von William Steinberg, gewann er 1958 den Preis der Vancouver International Festival Competition. Die Aufführung seiner "cantata buffa" The Little Red Hen (mit Parts für sprechende Tiere) mit dem National Arts Centre Orchestra fand 1977 statt. 1990 führte das Windsor Symphony Orchestra unter Dwight Bennett seine Vigil of Assumption auf. McIntyre war Mitglied der Canadian League of Composers und des Canadian Music Centre. Er war mit der Pianistin und Organistin Phyllis McIntyre verheiratet. Der Sänger und Schauspieler Stephen McIntyre ist sein Sohn.

## Werke
- Trio Serenade in E, 1949
- String Quartet in A Minor, 1951
- Concerto for Piano and Orchestra, 1952
- Song of Autumn für Streichorchester, 1955
- Judith, Kantate für Sopran, Erzähler und Orchester, 1958
- Symphonia sacra für Alt, Tenor, Bass, vierstimmigen gemischten Chor und Orchester, 1958
- The Death of the Hired Man, Fernseh-Kammeroper, 1961
- Jean de Brébeuf, dramatische Sinfonie für Bass und Orchester, 1961
- Fantasy on an Eskimo Song für Holzbläserquintett, 1962
- Abstract für Flöte, 1963
- Out of the Cradle Endlessly Rocking für Violine, Flöte, Viola, Cello und Cembalo, 1966
- Permutations on a Paganini Caprice für Streichquartett, 1966
- This Is Not True, komische Oper, 1966
- Encounters Für Violine und Klavier, 1971
- Sandwich Music ‘Motet Bagatelle for String Trio’, 1977
- The Little Red Hen, Kantate, 1977
- Fantasy for Organ, 1977
- Commedia, 1978
- Three Preludes to Hymn Tunes of Ralph Vaughan Williams für Orgel, 1979
- Praeludium, Blues and Toccata für Klavier, 1980
- Prelude & Fugue für Klavier, 1985
- Seven Serial Psalms für Sopran, Mezzosopran, Tenor, Bass, vierstimmigen gemischten Chor und Orchester, 1986
- Lamentations Jeremiae Prophetae für Chor und Streichorchester oder Orgel, 1987
- Two Pieces for Oboe and Tuba, 1988
- Matins for the Vigil of Assumption, 1989
- A Suite of Sweets für Klavier, 1989
- Matins for the Vigil of Assumption, Sinfonie, 1990
- Euphonisms für Euphoniumquartett, 1991